# Дом А. Я. Милютина
Дом А. Я. Милютина (Усадьба Милютиных) — памятник архитектуры, расположенный в Москве.

## История
В 1714 году на участке земли тогда ещё в Казенном переулке Милютин Алексей Яковлевич, придворный истопник Петра I, построил свой дом и фабрику. К концу XVIII века фабрика стала самой старой и самой большой в Москве шелковой мануфактурой. На фабрике трудилось более 350 работников. Небольшое деревянное строение со временем было перестроено в каменное и дополнилось вокруг несколькими зданиями, построенными на скупленных участках.
Младший брат Алексея Милютина, Андрей Яковлевич, активно помогал ему в развитии фабрики и после его смерти унаследовал все владения, которые, в свою очередь, перешли его сыновьям, Алексею и Михаилу Милютиным. Созданная потомками Алексея Милютина своего рода небольшая империя, дала своё имя Казенному переулку, который стал именоваться Милютинским. Владение принадлежало потомкам Милютина до 1828 года. В 1829 году имение было разделено на две части (ныне дома № 14 и 16) и продано по отдельности.

### Первая часть владения
Дом № 14 (собственный дом Алексея Милютина) многократно менял своих хозяев.
В 1829 году главный дом городской усадьбы Милютиных приобрела М. Ф. Секретарева. При ней здание было отремонтировано, внешний облик его дополнился ампирным декором, а по улице была возведена ограда с двумя воротами по сторонам дома. В 1835 году владение Секретаревой было продано дворянской семье полковника Херодинова, который сдавал помещения внаём.
Среди жильцов, снимавших помещение, в доме проживал историк и литературовед, издатель исторического журнала «Русский архив» Петр Бартенев.
В 1873 году одним из жильцов дома был Яков Кузьмич Брюсов с женой. Здесь у них родился сын, Валерий Брюсов — поэт и основоположник русского символизма.
В 1882 году владение купил известный купец, потомственный почетный гражданин Фердинанд Леонтьевич Фульда, основатель фирмы, снабжавшей рынок москательными, химическими товарами и металлическими изделиями.

### Вторая часть владения
Другая часть владения Алексея Милютина — дом № 16 с 1829 по 1912 год также принадлежал различным владельцам. Поставлена на государственную охрану как «памятник архитектуры XVIII—XIX веков».
В 1829 году её приобрел майор П. Ф. Митьков, брат декабриста и участника войны 1812 года Михаила Фотиевича Митькова.
В 1834—1837 годах в главном доме (современный адрес — Милютинский пер., д. 16, стр. 3) жили родственники А. С. Пушкина — Солнцевы. Поэт посещал эту семью. Именно в этом доме, в 1837 году отец А. С. Пушкина Пушкин, Сергей Львович получил известие от поэта Баратынского о гибели своего сына.
С 1912 по 1915 год в уличном строении владения № 16 (современный адрес — Милютинский пер., дом 16, строение 1) располагался театр-кабаре «Летучая мышь», который принёс владению широкую известность. В театре выступали Шаляпин, Собинов, Качалов, Варламов. 21 января 1914 года театр посетил писатель Герберт Уэллс. В доме жили артисты Художественного театра: К. Н. Еланская, И. Я. Судаков, И. М. Раевский.
Главный дом владения, относящийся в основе к XVIII веку, стоит в глубине двора, позади старинных фабричных палат Милютиных (современный адрес — Милютинский пер., д. 16, стр. 2) по состоянию на 2017 год, пустует, его состояние признано аварийным, закрыто фальшфасадом. До 2008 года дом находился в оперативном управлении «Дома детских общественных организаций» Комитета общественных связей Москвы, затем — Департамента физической культуры и спорта Москвы. В 2010 году разработан проект реставрации и согласован с Москомнаследием. В мае 2011 года Москомнаследие утвердило акт историко-культурной экспертизы проекта капитального ремонта с реставрацией (предмет охраны определён в 2005 году). В 2014 году Штаб по вовлечению имущества Москвы в хозяйственный оборот во главе с вице-мэром Н. Сергуниной принял решение о передаче памятника, с одновременным поручением провести работы по его сохранению, Департаменту капитального ремонта Москвы. В сентябре того же года Мосгорнаследие выдало задание на разработку проектной документации. Однако здание остается за Департаментом физической культуры, работы не начаты. В июле 2017 на общественное обсуждение вынесен акт государственной историко-культурной экспертизы ОКН (Милютинский переулок, д. 16, стр. 1, 2, 3 (часть); в ноябре 2017 года главный дом и жилые флигели усадьбы приказом Департамента культурного наследия города Москвы внесены в Единый государственный реестр объектов культурного наследия (памятников истории и культуры) народов Российской Федерации в качестве объекта культурного наследия регионального значения (ансамбля), утверждены границы территории и предмет охраны ОКН; в декабре 2017 года утверждено охранное обязательство собственника или иного законного владельца ОКН.